# Susan Arnold
Susan Arnold (* 1954 in Pittsburgh, Vereinigte Staaten) ist ein ehemaliges Mitglied des Direktorenausschusses der The Walt Disney Company. Sie war 2007 Direktorin des Unternehmens geworden. 2004 war sie zur Vizepräsidentin von Procter & Gamble ernannt worden.

## Studium
Susan Arnold absolvierte die University of Pennsylvania mit einem Abschluss als Bachelor of Arts und die University of Pittsburgh mit einem Master of Business Administration. Seit 2002 stand sie auf der 50 Most Powerful Women in Business Liste des Fortune Magazines, 2004 und 2005 erhielt sie einen Eintrag auf der 50 Women to Watch Liste des Wall Street Journal. Zusätzlich war sie 2005 die Nummer #57 der The 100 Most Powerful Women Liste, welche vom Forbes Magazine herausgegeben wird. Sie sitzt im Vorstand von Catalyst, einer nicht auf Gewinn ausgerichteten Organisation, die Frauen in der Wirtschaft unterstützt.

## Karriere
Arnolds Karriere bei Procter & Gamble begann 1980. Sie hatte verschiedene Positionen im Managing- und Marketingbereich inne, bevor sie 1990 Managerin von Procter & Gambles Kosmetikabteilung in Kanada wurde. 1999 übernahm sie die Verantwortung für Procter & Gambles personal beauty business, innerhalb des Unternehmens das erste Mal, dass eine Frau eine Position auf Präsidentenebene übernahm. Dem Wirtschaftsmagazin Forbes zufolge begann Arnolds Karriere mit einem Job als brand assistant bei der Dawn/Ivory Snow Group.
Im Juni 2009 unterlag sie nach einem zweijährigen Rennen um die Nachfolge von A. G. Lafely als CEO ihrem Konkurrenten Bob McDonald, der Procter & Gamble ab 1. Juli 2009 als CEO führen wird.
Zum Jahresende 2021 wurde sie Nachfolgerin von Bob Iger als Chair of the Board von Disney.
Am 11. Januar 2023 gab Disney bekannt, dass Arnold nach der nächsten Jahreshauptversammlung nicht mehr als Vorstandsvorsitzende fungiert und durch den ehemaligen Nike-CEO Mark Parker ersetzt wird.

## Privatleben
Arnold und ihre Partnerin Diana Salter haben einen Sohn und eine Tochter. Sie ist eine der bekanntesten Homosexuellen, die in Amerika eine derartig hohe Position bekleidet.